# 天道早雲
天道 早雲（てんどう そううん）は、高橋留美子の漫画『らんま1/2』、及びその派生作品に登場する架空の人物。

## 人物
天道かすみ、天道なびき、天道あかねの三姉妹の父親。無差別格闘天道流の道場（天道道場）を開いている。道場主として周囲から信頼されており、下着泥棒や妖怪退治などの相談をよく受けている。妻がいたがあかねが幼少の時に亡くしている。アニメでは町内会長に就任した。威厳ある面持ちだが、実際には小心者で、八宝斎や三姉妹に凄まれるとすぐに土下座する。
早乙女玄馬とは八宝斎の下で修行していた頃からの親友で、20年以上の付き合い。玄馬とは互いの子供を結婚させる約束（許嫁）をしており、娘のあかねを早乙女乱馬と結婚させ、乱馬に道場を継いでもらうことを望んでいる。
娘思いな父親だが、何が何でも乱馬とあかねを結婚させようとする行動が目立つ。あかねより乱馬を庇うことも多い。乱馬の起こした問題の責任を負おうとするなど、乱馬にとっては玄馬よりも親らしい行動を取っており、乱馬も早雲に対しては素直に応じる。だが、出しゃばりで思い込みの激しい面もあり、乱馬が他の女と付き合っているかのような素振りを見ると、問答無用で乱馬に襲いかかったり、乱馬とあかねの仲に余計な口出しをした結果、二人の喧嘩を誘発して台無しにしてしまう事も多い。
なぜか妖気があり、怒ると妖怪化するのが持ちギャグ。戦闘シーンは少ないが、女らんまと対等に斬り結ぶ実力がある。また、八宝斎や玄馬同様に巨大化できるため、乱馬では物理的に勝てない巨大な敵とも互角に渡り合うことが可能。アニメでは巨大化の持久力が玄馬よりもかなり長い。能力設定は玄馬と全く同じのオールラウンダー。原作者は早雲の強さに関して、「道場を構えている時点でそれ以上強いところを描く必要がなかった」「あの八宝斎の弟子ですから、きっと強いですよ」と語っている。
玄馬とは今も仲が良く、玄馬が天道家に居候するようになってからは縁側で一緒に将棋をしていることが多い。その将棋やその他の勝負事の腕前は不明だが、ババ抜きはかなり弱く、小学生レベルである。玄馬とは対照的にしっかりしているが、修行時代には、玄馬と一緒に格闘ディナーに挑んでシャルダン家に敗北し、その時の食事代を払い切れなかったため、代わりに女の子が生まれたら嫁がせるという約束をしていたことがある。
妻とは死別しているが今なお愛し続けており、再婚は全く考えていない。それ故、あかねの学校の担任二ノ宮ひな子から想いを寄せられていることに気づく素振りすらない。ちなみにひな子が闘気を吸引して大人化している時は「先生」と呼ぶが、子供の状態ではあかねの「友だち」だと思っている。
八宝斎のことは「お師匠様」と呼んでおり、普段は八宝斎を嫌っているが、彼に死期が迫ったときには玄馬と共に女装してまで看病する（逆効果であったが）など、内心では慕っている。八宝斎亡き後、無差別格闘流が自分達の代で終わる事に不安を抱いており、八宝斎が生きている間に乱馬とあかねを結婚させ、無差別格闘流の正式な後継者になって欲しいと考えている。

## 無差別格闘天道流
八宝斎を始祖とする実戦型格闘技で、早雲が継承し発展させた流派。パワーは早乙女流と互角で、卑怯な手は使わず正々堂々の精神を重んじる。ただし、そのために良い意味でも悪い意味でも柔軟性を欠き、実戦的には早乙女流に一段劣る。また、早乙女流では構える際に拳を作るのに対し、天道流は手刀を作る。

### 技
巨大化
闘気で巨大化する。巨大化すると、大魔神や鎧武者、妖怪などの形相になる。
天道流究極奥義 飛龍断絶脚
アニメ版で早雲と玄馬が喧嘩した末に決闘となったとき、早雲が使った技。「奥義」と称しているが、その場しのぎの技らしく、玄馬には軽々とかわされた。
疑似空蝉の法（うつせみのほう）
元々は八宝斎の究極奥義だが完全ではなく、超速で地面に潜ったり隠れたりすることで疑似的に姿を消す。

## 天道家
東京都練馬区にある、和風の木造家屋。2階建ての母屋と、渡り廊下で繋がった「天道道場」がある。
母屋の2階には、かすみ・なびき・あかねの個人部屋がある。また早乙女父子は2階の空き部屋を借りて、一家で生活している。八宝斎の部屋は台所の向かいにある。道場の中には神棚と「いろは」と書かれたものが飾られてある。
庭には池があり、鯉が飼われている。作中では呪泉郷の変身体質を持つ登場人物が池に落ちる場面が多く登場する。
週刊少年サンデー連載時、作者への質問コーナーに「天道家の収入」を質問した読者がおり、これに対し作者は「門下生はいる」と回答している。ただし、収入は安定していない。早乙女父子が居候して以来、風呂場を中心に家を色々な人に壊されており、早雲の悩みの種になっている。また、なびきがデートで散財しまくったため売られそうになったり、「博打王」キングに博打のカタとして取られて賭博場に改装されたりしたこともある。

## キャスト
声優
- 大林隆之介（現・大林隆介） - テレビアニメ第1作
- 大塚明夫 - テレビアニメ第2作

俳優
- 生瀬勝久 - テレビドラマ版